# Нови завјет Господа нашега Исуса Христа (1847)
Нови завјет Господа нашега Исуса Христа је назив превода Новог завета, који је Вук Стефановић Караџић објавио 1847. године у Бечу.
Тадашња цензура није допуштала штампање без претходне сагласности црквених старешина. Вук је имао сагласност једног епископа, али то ипак није било довољно. Зато је превод чекао на издавање пуних 27 година, а у међувремену је доживео неколико ревизија од стране самога Вука.

## Језичка реформа
Сам превод уско је повезан са Вуковом језичком реформом, тако да је Вук после превођења Новога завета имао више од једног непријатеља: осим што су му се супротстављали поборници старога правописа, превод није био по вољи ни достојницима цркве ни државе.
На наговор Јернеја Копитара (познатог и као Вартоломеј), са којим се упознао у Бечу 1815. године, и по савету Лукијана Мушицког, који је сматрао да ће народ и црква прихватити само превод који подржава Руско библијско друштво, а не енглеско, или неко друго западно, Вук ступа у контакт са Руским библијским друштвом, путује у Петроград, и 1818. године склапа са њим уговор о превођењу Новога завета на српски језик. После само шест месеци рада, Вук је предао рукопис. Превод је начињен углавном са тзв. словенског превода, који је био потврђен од црквеног Синода, уз обимне и важне консултације са немачким Лутеровим преводом и руским. Вук у предговору каже да је, понекад, консултовао и десет различитих превода на европске језике. У превођењу су му помагали Копитар, и касније Франц Миклошић, нарочито саветима око тежих места.

## Цензура
Руско друштво рукопис враћа 1823. године, незадовољно језиком Вуковог превода, а после негативне рецензије комисије у којој су се налазили:
- митрополит Леонтије Ламбровић, тада бивши српски митрополит,
- архимандрит Филиповић и
- Атанасије Стојковић.

Комисија је превод почела да исправља по старом правопису, и онда закључила да је то узалудан посао, па је предложила свој превод.
После одбијања Руског друштва да му штампа превод, Вук 1824. године објављује Огледе Светог писма на српском језику на двадесет пет страница, јер је желео да јавност види његов рад, као и да Британском друштву учини понуду за штампање његовог превода.
Огледи су штампани у Лајпцигу у 1000 примерака, а садржавали су одломке из Новога завета. Међутим, све је било узалуд. У Србији ни власт (кнез Милош), ни црква, као ни у Аустрији Српска црква, нису хтели да дају препоруку за штампање. Са друге стране, Библијско друштво без препоруке није желело да штампа, јер је аустријска цензура изричито захтевала препоруку српских црквених власти.
Зато 1831. године Вук излази са новим предлогом: да се његов превод штампа за "Србе Турскога закона (за Бошњаке)" којих је у Босни тада било више од милион људи. Међутим, како је Британско библијско друштво штампало Стојковићев превод (за који исто тако није имало одобрење), то би објављивање Вуковог превода било штетно по постојећи превод.
Вук се 1832. године обраћа Берлинском (пруском) библијском друштву са истим захтевом, али оно захтев враћа лондонској централи. Године 1833. Вук се обраћа Његошу, са којим је тада био у веома добрим односима. Његош му издаје писмену препоруку чија је тежина била у томе што је Његош већ био новопосвећени епископ црногорски и брдски. Према црквеном историчару Радославу Грујићу "владика Петар I носио се такође мишљу да народ свој просвети у хришћанском духу, те је 1826. изразио жељу да се Свето писмо Новога завета преведе на српски и у народ рашири". Вук Његошеву препоруку одмах шаље Библијском друштву, али опет нема позитивног одговора. Следеће године Вук одлази у Црну Гору са намером да тамо штампа Нови завет, али од тога одустаје због лоших техничких могућности.
И поред многобројних одбијања, Вук и даље не одустаје па се преко пријатеља и познаника обраћа Америчком библијском друштву, односно њиховим представницима који су тада били у Србији. Они су, разговарајући са људима, стекли утисак да је Вуков превод заиста пожељан и такву су препоруку послали у Лондон. Међутим, британско Библијско друштво 1840. године поново планира (неуспело) издавање Стојковићевог превода.
Зато се 1847. године Вук коначно одлучује да објави приватно издање. Година 1847. је и по другим књигама драгоцена за српску књижевност. Исте године излазе и Песме Бранка Радичевића и Горски вијенац Петра Петровића Његоша.

## Први тираж
После одобрења бечке цензуре, Вук рукопис предаје штампарији у Јерменском манастиру (мехитариста) у Бечу, са којима је и раније сарађивао. Први тираж је био две хиљаде примерака, а Вук је написао предговор и приложио лист са новом српском азбуком.
Реакција је била брза. По захтеву Српске православне цркве, кнежевска Попечитељства (министарства) просвете и финансија забранила су увоз Вуковог превода у Србију. У образложењу је стајало да је "друга страна" штампала Нови завет, при чему се очигледно мисли на јерменски манастир, што је протумачено као деловање римске папске Пропаганде. Међутим, Библијско друштво из Лондона 1850. године откупљује од Вука хиљаду примерака. Том приликом је склопљен уговор по којем Вук пристаје да из будућих издања Друштва уклони свој предговор, као и да се превод може даље штампати и у другом писму и величини – формату. Први тираж је распродат до 1953. године.
Према сачуваним рукописима, можемо да реконструишемо обим рада и ревизија које је Вук начинио на Новом завету од првог рукописа 1819. године до првог штампаног издања 1847. године. Затим је даље радио и преправљао га за издање Огледа 1824. године, исто тако на екавици. У рукопису из 1829. године приметно је враћање на славјаносерпску ортографију. Рукопис из 1835. године (вероватно припреман за штампање у Црној Гори) поново се враћа Вуковом правопису, али је на ијекавици. У рукопису из 1845. учињене су мање исправке, па је та верзија и предата у штампу 1847. године.

## Критика
Књаз Милош је сматрао да Вуков превод представља напад на православну веру: 
| „ | Он превиђа да ће тежње такове којима је Вук пристао, тежње реформизма, ако им се за време не стане на пут у данашња наша згодна и незгодна времена, само раздор у наш народ уселити, јер он зна и то шта је крви Немачку стало док је превод Новог Завјета, док је реформација продрла куд је наумила. | ” |

Књажев саветник Петронијевић је написао да је књига штампана од стране Пропаганде, да је штетна за православље, а сличне ставове изнео је и секретар српскога митрополита и цензор књига и новина Василије Лазић, са којим је Даничић полемисао преко новина. Године 1850. владика Евгеније Јовановић (који је наследио Мушицког, после његове смрти) објавио је књигу О преводу Новога Завјета Вука Караџића, а други су у нападима говорили о томе да је Вук у вези са лутеранском црквом – вероватно због коришћења Лутеровог превода на немачки. Говорило се да је Вук плаћени агент католичке или протестантске пропаганде. Напади су стигли и из Русије, где је Вуков правопис схваћен као увођење латинског правописа, само привидно задржавајући спољни изглед руских слова, итд. Један од последњих напада догодио се само две године пре Вукове смрти у часопису Световид. Тада је оптужен како је од немачких лутерана примио паре, штампао Нови завет у Берлину (1857. године), а да је у Београд примерке донео човек "друге вере" – протестантски пастир, који је, у ствари, био легитимни представник Библијског друштва. Вука је највише бранио његов ученик и следбеник Ђура Даничић, који је постао чувен по свом спису Рат за српски језик и правопис, у коме је бранио и одбранио Вуков правопис. Даничић је водио многе расправе са Вуковим критичарима, и углавном их је ућуткивао, користећи научни метод компарације и аналогије.
У међувремену, Вук се бранио, писао утуке на утуке, одговоре, молбе, жалбе и "љубезна писма", и радио на ревизији превода, припремајући друго издање. Оно је објављено 1857. године, штампано у Берлину, у тиражу од 5000 примерака.
Вуков најозбиљнији и најбољи критичар у то време био је Никанор Грујић, владика пакрачки, члан Матице српске и Српског ученог друштва. Он је 1852. године у Земуну објавио књигу Примјетве Никанора Грујића, архимандрита кувеждинског, на превод Новога Завјета, који је господин Вук С. Караџић писао, у којој је набројао око три стотине примедби на превод. Вук је обратио пажњу на ове критике, иако се о њима у писму Платону Атанацковићу лоше изјаснио, и у издање из 1857. године унео је осам исправки.
Следеће, треће издање, штампано је после Вукове смрти, 1864. године, у тиражу од 5000 примерака, а редослед посланица је промењен у данашњи. Ово издање, као и остала до 1871. године, спадају у лошија, јер је исправке и корекције чинио Ђура Даничић, који је, уносећи их, учинио низ других грешака.
Наука се о овим исправкама веома неповољно изразила, па је зато Просвета штампала критичко издање 1974. године, а 1987. године издавачке куће Просвета и Нолит штампале су издање из 1847. године у (за наше услове великом) тиражу од 14 хиљада примерака.
Године 1868. Вуков правопис је званично прихваћен у Србији и уведен у школски систем. Те исте године први пут је објављено Свето писмо Старога и Новога завета на српском језику.